# Pauline Elisabeth von Baden

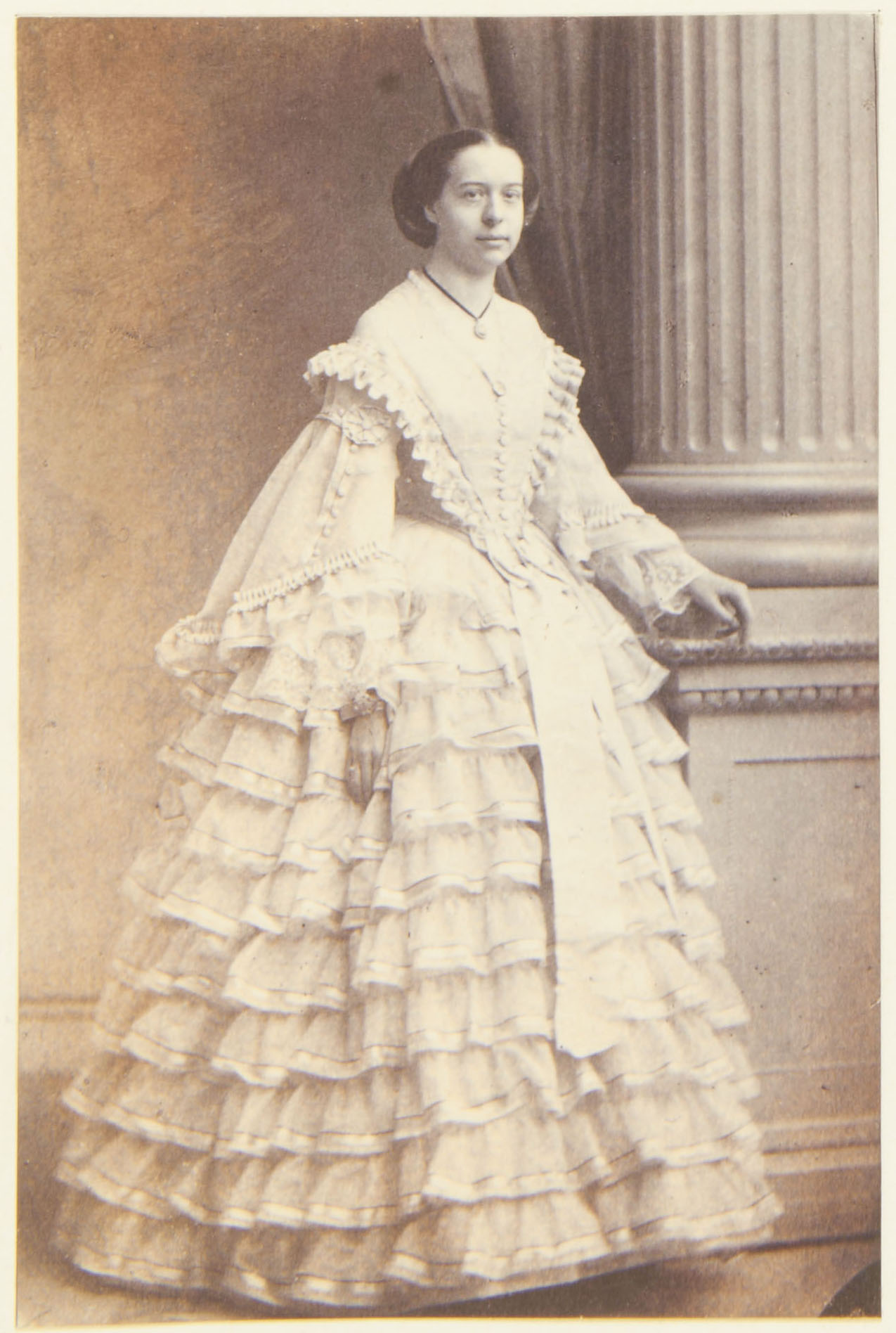
Prinzessin Elisabeth von Baden (1860)

Pauline Sophie Elisabeth Marie Prinzessin und Markgräfin von Baden, Herzogin von Zähringen, (* 18. Dezember 1835 in Karlsruhe; † 15. Mai 1891 ebenda) war die dritte der vier Töchter von Wilhelm von Baden (als „Markgraf“ bekannt; 1792–1859). Ihre Mutter war Elisabeth Alexandrine von Württemberg.
Sie fand in der fürstlichen Grabkapelle in Karlsruhe ihre letzte Ruhestätte.
| Personendaten    | Personendaten                                                 |
| ---------------- | ------------------------------------------------------------- |
| NAME             | Pauline Elisabeth von Baden                                   |
| ALTERNATIVNAMEN  | Pauline Sophie Elisabeth Marie von Baden (vollständiger Name) |
| KURZBESCHREIBUNG | Tochter von Markgraf Wilhelm von Baden                        |
| GEBURTSDATUM     | 18. Dezember 1835                                             |
| GEBURTSORT       | Karlsruhe                                                     |
| STERBEDATUM      | 15. Mai 1891                                                  |
| STERBEORT        | Karlsruhe                                                     |